# Csorbató vasútállomás
Csorbató vasútállomás (szlovákul: Železničná stanica Štrbské Pleso) egy csomóponti állomás a Magas-Tátrában. A Csorbatói Fogaskerekű Vasút valamint a Poprád-Felka – Ótátrafüred – Csorbató vasútvonal végállomása. Az állomás Csorbató települést szolgálja ki, amely Csorba község része, a Eperjesi kerületben, Északkelet-Szlovákiában.

## Története
A jelenlegi állomást 1970-ben nyitották meg, az 1970-ben megrendezett FIS Északi Sí Világbajnokságra. A vasútállomás a korábbi, 1912. augusztus 13-án megnyitott, állomás helyén épült. Az állomás a Tátrai villamosvasút (TEŽ) által üzemeltetett 1000 mm-es nyomtávú fővonal északnyugati végállomása, valamint a Csorbatói Fogaskerekű Vasút hegyi végállomása. Az állomás egyben a két vonal és az egész Tátrai villamosvasút legmagasabb pontja is, 1350 méteres tengerszint felett magassággal.
Az állomás jelenleg a Železnice Slovenskej republiky (ŽSR) tulajdonában van; a vonatközlekedést a Železničná spoločnosť Slovensko (ZSSK) végzi.

## Az állomás
Az állomásépületben információs- és jegypénzár, újságos, csomagmegőrző és WC található.

## Kapcsolódó vasútállomások
A vasútállomáshoz az alábbi állomások vannak a legközelebb: 
- Tátramogyoród megállóhely (Csorba vasútállomás, Csorbatói Fogaskerekű Vasút)
- Poprádi-tó megállóhely (Poprád-Tátra vasútállomás, Poprad-Tatry – Štrbské Pleso railway line)

## Kapcsolódó vasútvonalak
A vasútállomás a következő vasútvonalak csomópontja:
- 182 Csorba – Csorbató (Csorbatói Fogaskerekű Vasút)
- 183 Poprád-Felka – Ótátrafüred – Csorbató (Tátrai villamosvasút)